# Isobuttersäurehexylester
Isobuttersäurehexylester ist eine chemische Verbindung aus der Gruppe der Carbonsäureester.

## Vorkommen
Isobuttersäurehexylester wurde in Lavendelöl, Hopfenöl, Sherry, Äpfeln, Aprikosen, Weintrauben, Bier, Sekt, gelbe Passionsfrucht, Pflaumen, Sternfrucht, Quitten, Cherimoya, Affenorange und Chinesischen Quitten nachgewiesen.

## Gewinnung und Darstellung
Isobuttersäurehexylester kann durch Veresterung von n-Hexanol mit Isobuttersäure gewonnen werden.

## Eigenschaften
Isobuttersäurehexylester ist eine farblose Flüssigkeit, die praktisch unlöslich in Wasser ist. Die Verbindung hat ein starkes, etwas raues, fruchtiges Aroma.

## Verwendung
Isobuttersäurehexylester wird als Aromastoff verwendet. Die Verbindung ist auch als Futtermittelzusatzstoffe zugelassen.